# Línea 2 (Media Distancia)
La línea 2 (Santiago de Compostela-Orense) de Media Distancia es un servicio regional de ferrocarril convencional explotado por Renfe.

## Historia
La línea 2 (también conocida como G2) originalmente realizaba el recorrido Santiago de Compostela - Orense - Puebla de Sanabria siguiendo la traza de la línea Zamora-La Coruña. Se distinguían dos servicios distintos: Orense - Puebla de Sanabria y Santiago de Compostela - Orense-San Francisco.
Los servicios Orense - Puebla de Sanabria fueron suprimidos el 23 de junio de 2013, dentro de un plan de racionalización de servicios ferroviarios que acabó con la Obligación de Servicio Público. Los servicios Orense-San Francisco - Santiago de Compostela recortaron provisionalmente en marzo de 2020 su recorrido hasta la estación de Orense con motivo de la adaptación para la alta velocidad del tramo Taboadela-Orense. Sin embargo, tras la finalización de los trabajos, no se ha recuperado el recorrido original y no existen planes para ello.

## Estaciones
| Relación Orense - Puebla de Sanabria (suprimida) | Relación Santiago de Compostela - Orense-San Francisco                                                                                |
| --- | --- |
| - Orense - Orense-San Francisco - Puenteambia - Paderne-Cantoña - Taboadela - Baños de Molgas - Villar de Barrio - Alberguería-Prado - Laza-Cerdedelo - Castrelo del Valle-Verín-Campobecerros - Villarino de Conso-La Capilla - La Gudiña - La Mezquita-Villavieja - Lubián - Requejo de Sanabria - Pedralba de la Pradería - Puebla de Sanabria | - Santiago de Compostela - Lalín - Irijo - Carballino - Friela-Maside - Orense - Orense-San Francisco (suprimida desde marzo de 2020) |

## Servicios ferroviarios

### Servicios actuales
| Línea MD | Servicio | Origen/Destino         | Paradas intermedias                        | Destino/Origen |
| -------- | -------- | ---------------------- | ------------------------------------------ | -------------- |
| 2        | Regional | Santiago de Compostela | Lalín · Irijo · Carballino · Friela-Maside | Orense         |
| 2        | Regional | Carballino             | Sin paradas intermedias                    | Orense         |

### Servicios suprimidos
| Línea MD | Trenes | Origen/Destino | Paradas intermedias | Destino/Origen     |
| -------- | ------ | -------------- | --- | ------------------ |
| 2        | MD     | Orense         | Orense-San Francisco · Taboadela · Paderne-Cantoña · Puenteambia · Baños de Molgas · Villar de Barrio · Alberguería-Prado · Laza-Cerdedelo · Castrelo del Valle-Verín-Campobecerros · Villarino de Conso-La Capilla · La Gudiña · La Mezquita-Villavieja · Lubián · Pedralba | Puebla de Sanabria |